# Schreibersita
La schreibersita és un mineral de la classe dels elements natius. Nom atorgat en honor de Karl Franz Anton von Schreiber (1775-1852) de Viena, Àustria.

## Classificació
La schreibersita es troba classificada en el grup 1.BD.05 segons la classificació de Nickel-Strunz (1 per a Elements; B per a Carburs metàl·lics, silicurs, nitrurs i fosfurs i D per a Fosfurs; el nombre 05 correspon a la posició del mineral dins del grup), juntament amb els següents minerals: barringerita, niquelfosfur, monipita, florenskiïta, allabogdanita, andreyivanovita i melliniïta. En la classificació de Dana el mineral es troba al grup 1.1.21.2.

## Característiques
La schreibersita és un mineral de fórmula química (Fe,Ni)₃P. Cristal·litza en el sistema tetragonal. La seva duresa a l'escala de Mohs és 6,5 a 7. És fortament magnètica. Apareix poques vegades en forma de cristalls, plaques, pastilles, barres o agulles.

## Formació i jaciments
El mineral ha estat descrit en meteorits que redueixen lents diferenciades en basalts, substitució hidrotermal en fusta petrificada. En gairebé tots els meteorits de ferro, però no en els que són de níquel deficient. A l'Àfrica, Àsia, Europa, Amèrica del Nord, Amèrica del Sud, Groenlàndia, Austràlia i a l'Antàrtida.